# Armando Emílio Guebuza-bron
Armando Emílio Guebuza-bron är Moçambiques största bro, uppkallad efter och invigd (den 1 augusti 2009) av landets dåvarande president, Armando Guebuza.
Bron är 4,9 kilometer lång och därmed en av Afrikas längsta. 2 370 meter av den sträcker sig över floden Zambezi. Byggplanerna tog form på 1950-talet men arbetet med att bygga bron påbörjades först 1977, två år efter att Moçambique blivit självständigt. Brobyggeriet övergavs dock snart på grund av inbördeskriget och återupptogs först den 13 mars 2006.
Genom bron knyts landet bättre ihop. Tidigare har färjeköerna ofta varit kilometerlånga.